# Eucrosia
Eucrosia é um género botânico pertencente à família amaryllidaceae.